# James Fernand Roger Gueritte
James Fernand Roger Gueritte, Roger Gueritte (ur. 18 stycznia 1878, zm. ?) – francuski prawnik, urzędnik konsularny i dyplomata.
W 1904 wstąpił do francuskiej służby zagranicznej pełniąc funkcje m.in. wicekonsula Francji w Sofii (1905-), kier. kancelarii w konsulacie w Kalkucie (1910-), kier. konsulatu w Batawii (1911-1913), urzędnika w konsulacie w Zurychu (1914-), sekr.-archiwisty ambasady w Bernie (1916-), sekr. w Zurichu (1917-), kier. kons. w Gdańsku (1919-1921), członka delegacji francuskiej w Komisji Międzysojuszniczej w Bułgarii (Commission interalliée de Bulgarie, Междусъюзническа контролна комисия) (1921-1924), ponownie konsula w Gdańsku (1924-1929), konsula w Moguncji.